# Lavit
Lavit – miejscowość i gmina we Francji, w regionie Oksytania, w departamencie Tarn i Garonna.
Według danych na rok 1990 gminę zamieszkiwały 1612 osoby, a gęstość zaludnienia wynosiła 61 osób/km² (wśród 3020 gmin regionu Midi-Pireneje Lavit plasuje się na 221. miejscu pod względem liczby ludności, natomiast pod względem powierzchni na miejscu 376.).